# Marcus Mumford
Marcus Oliver Johnston Mumford (Anaheim, 31 de enero de 1987) es un músico multiinstrumentista británico-estadounidense, cantautor principal y líder de la banda de folk rock inglesa Mumford & Sons. Es reconocido por su amplia gama de dominio técnico instrumental dentro de la banda, dominando la técnica de la guitarra acústica, la guitarra eléctrica, la mandolina y las voces principales. También, es el baterista en algunas de las canciones de la banda, como "Thistle & Weeds" y "Dustbowl Dance".

## Orígenes
Mumford nació el 31 de enero de 1987 en los Estados Unidos en la ciudad de Anaheim, California, mientras sus padres, John y Eleanor Mumford, líderes nacionales y fundadores de las Iglesias Vineyard en el Reino Unido e Irlanda, visitaban al pastor y también músico John Wimber. Sin embargo, cuando Marcus tenía tan solo seis meses de nacido, sus padres retornaron a su nativa Inglaterra junto con el pequeño Mumford.

### Educación y Primeras Etapas Musicales
Mumford asistió a la King's College School en Wimbledon y fue ahí donde conoció a su actual compañero musical y actual miembro de Mumford & Sons, Ben Lovett, con quien escribió canciones durante sus años en el colegio.
Tras graduarse de la escuela superior, Mumford se mudó a Escocia a estudiar humanidades clásicas en la Universidad de Edinburgo, donde escribió la letra y compuso los acordes de la mayoría de las canciones presentes en el álbum debut de Mumford & Sons, Sigh No More. Sin embargo, abandonó sus estudios humanísticos luego de su primer año y partió hacia Londres para así enfocarse en su carrera musical.

## Carrera musical

### Laura Marling
Mumford comenzó su carrera musical como baterista, guitarrista, mandolinista y vocalista de fondo para la cantante de folk inglesa Laura Marling, con la cual también sostuvo una relación romántica hasta el 2010, mientras ésta se encontraba de gira es cuando conoce a sus futuros compañeros de Mumford & Sons, Winston Marshall y Ted Dwane, que también formaban parte del equipo de Laura Marling tocando la guitarra y el contrabajo respectivamente. Mumford confirma haberse nutrido de una buena experiencia en su trabajo con Marling: "Gané mucha confianza gracias a mis presentaciones con Laura. Disfrutaba de la práctica de interactuar con cientos de personas." Durante este tiempo, Mumford produjo varias canciones como solista, como You Ain't No Sailor y Wretched Man en las cuales todos los sonidos eran creados por él. Steven Spielberg grabó el video musical de la canción Cannibal de Marcus Mumford. El video fue filmado el 3 de julio en el gimnasio de una escuela secundaria en Nueva York.

### Mumford & Sons
Luego de varios años de giras y sesiones acústicas, Mumford, Winston y Ted deciden separarse del equipo de Laura Marling, al igual que los otros miembros del equipo de gira de Laura Marling, Charlie Fink y Tom Hobden, quienes pasaron a formar la banda de la misma escena folk inglesa Noah and the Whale.
Después de un tiempo de experimentación y un encuentro con el viejo amigo de Mumford, Ben Lovett, los cuatro músicos deciden formarse como Mumford & Sons en diciembre de 2007 bajo la escena musical Folk del Oeste de Londres.
Mumford & Sons consiste de Mumford (guitarras, mandolina, voces y percusión), Ben Lovett (piano, voces y percusión), Winston Marshall (banjo, voces, guitarra y dobro) y Ted Dwane (contrabajo, voces y percusión).

#### Lend Me Your Eyes EP,Love Your Ground EPyThe Cave & The Open Sea EP
Mumford y sus compañeros, lanzaron su primera grabación EP Lend Me Your Eyes a través de la casa productora independiente Chess Club Records. Ésta grabación debut, la cual contiene los sencillos Roll Away Your Stone, Awake My Soul y White Blank Page, fue un éxito comercial y reproductivo entre los oyentes, lo cual los impulsó a un sinnúmero de presentaciones a través de todo Londres, y como era de esperarse, también impulsó a la banda a crear su segundo EP titulado Love Your Ground en el cual se encuentra el sencillo más famoso del conjunto Little Lion Man y el favorito de presentación Feel The Tide.
El éxito rotundo generado por la mezcla de ventas de producción y presentaciones en vivo, conllevó al cuarteto inglés a lanzar un tercer y final EP titulado The Cave & The Open Sea y finalmente en 2008, a participar en el famoso festival inglés, el Glastonbury Festival.

#### Sigh No More

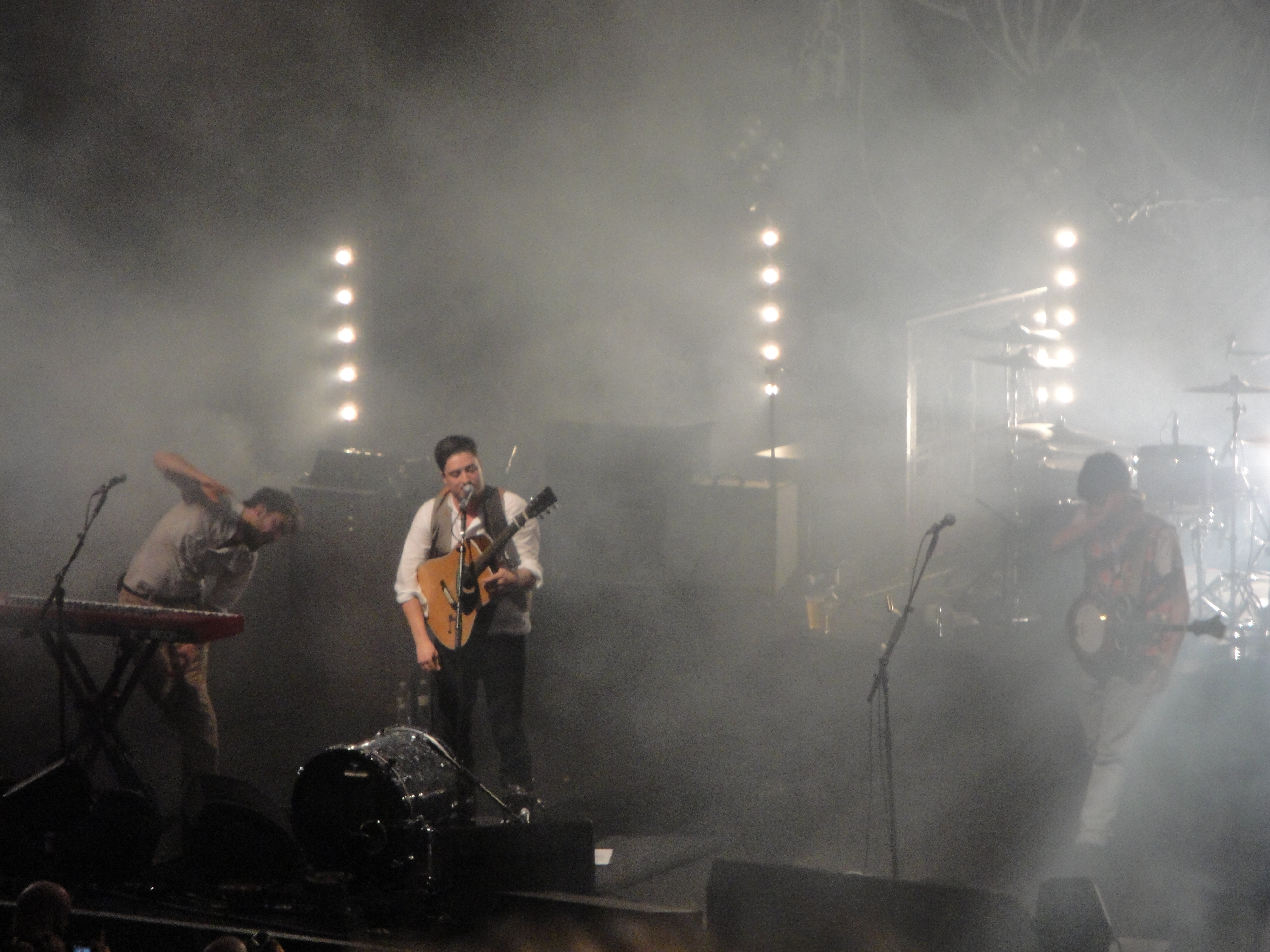
Mumford & Sons en el Brighton Dome en octubre del 2010

Tras varios años de una exitosa exposición de la trilogía de EP a través del Reino Unido, el cuarteto por fin decide reunir todos sus éxitos y financiar su primera producción de estudio Sigh No More el cual grabaron sin instrumentos propios y junto al productor Markus Dravs, quien había trabajado anteriormente con proyectos reconocidos como la banda de rock alternativo canadiense Arcade Fire.

##### Lista de canciones
Todas las canciones fueron escritas por los cuatro miembros de la banda.

Todas las letras escritas por Ted Dwane, Ben Lovett, Marcus Mumford and Country Marshall.
| N.º | Título                 | Duración |  |
| 1.  | «Sigh No More»         | 3:55     |  |
| 2.  | «The Cave»             | 3:37     |  |
| 3.  | «Winter Winds»         | 3:39     |  |
| 4.  | «Roll Away Your Stone» | 4:23     |  |
| 5.  | «White Blank Page»     | 4:14     |  |
| 6.  | «I Gave You All»       | 4:20     |  |
| 7.  | «Little Lion Man»      | 4:06     |  |
| 8.  | «Timshel»              | 2:53     |  |
| 9.  | «Thistle & Weeds»      | 4:49     |  |
| 10. | «Awake My Soul»        | 4:15     |  |
| 11. | «Dust Bowl Dance»      | 4:43     |  |
| 12. | «After the Storm»      | 4:07     |  |

#### Little Lion Man
Mumford y su banda, lanzaron el primer sencillo de su álbum de debut el 11 de agosto de 2009 en el Reino Unido el cual titularon Little Lion Man. El sencillo alcanzó el primer lugar en el Triple J's Hottest 100 of 2009, una ciber-encuesta australiana y la más grande del mundo, recaudando más de 800,000 votos recibidos a favor del sencillo. El margen de victoria fue el más grande que ha presenciado la encuesta.
La guitarra que usualmente usa es una Martin & Co DRSGT .

## Vida personal
Mumford, además de aportar a ella, es un fanático de la música. Admite ser amante de la música folk americana, en particular del cantautor estadounidense Bob Dylan, gracias a que su madre escuchaba mucho sus grabaciones cuando él era niño.
Durante su tiempo trabajando con Laura Marling, Mumford tuvo una relación con ella, la cual concluyó amistosamente en las navidades del 2010. Actualmente mantiene una relación sentimental con la actriz inglesa Carey Mulligan, con la que se casó el 21 de abril de 2012 en Sommerset, Inglaterra. Entre los invitados estuvieron las celebridades Sienna Miller, Colin Firth y Jake Gyllenhaal.Tienen dos hijas nacidas en 2015 y 2023, y un hijo nacido en 2017.

## Discografía
Mumford & Sons
- 2007 - Lend Me Your Eyes EP
- 2007 - Love Your Ground EP
- 2007 - The Cave & The Open Sea EP
- 2008 - Sigh No More
- 2012 - Babel
- 2015 - Wilder Mind
- 2025 - Rushmere

Solista
- 2005 - You Ain't No Sailor (Sencillo)
- 2005 - Wretched Man (Sencillo)
- 2022 - (self-titled)